# Queensberryreglerna

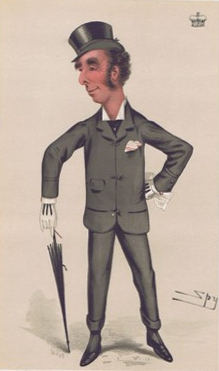
En karikatyr av John Douglas, markisen av Queensberry, med texten "A good light weight".

Queensberryreglerna, den första moderna regelsamlingen för boxning, uppkallad efter John Douglas, 9:e markis av Queensberry.
Reglerna omfattar bland annat bruk av boxhandskar, brottningsförbud, tidsbestämda ronder och tio sekunders räkning vid knockout. I stort sett gäller samma regler idag och de innebar att boxningen blev socialt accepterad och kom med i OS-programmet 1904.

### Fotnoter
1. ↑  Harris, Brian (2008) Intolerance: divided societies on trial p.182. Wildy, Simmonds & Hill Publishing, 2008